# Народжена вчора
Народжена вчора (англ. Born Yesterday) — американська романтична комедія 1950 року режисера Джорджа К'юкора. Екранізація однойменної п'єси Гарсона Каніна 1946 року.
Національна рада США зі збереження фільмів внесла кінострічку до Національного реєстру фільмів США у 2012 році.

## Сюжет
Колишня танцівниця кабаре Емма «Біллі» Доун (Джуді Голідей), тепер заручена з Гаррі Броком (Бродерік Кроуфорд), мільйонером із сумнівними романами. Користуючись наївністю партнерки, він використовує її як підставну особу в усіх своїх справах. На жаль для нього, наївність і неосвіченість Біллі погано впливає на його бізнес. Тоді він вирішує звернутися до Пола Верралла (Вільям Голден), культурного та інтелігентного журналіста, щоб спробувати зробити Біллі більш презентабельною. Але все піде не так, як планувалося, Біллі виявляється набагато стараннішою та розумнішою, ніж можна було подумати, і, головно, не такою слухняною!

## Ролі виконують
- Джуді Голідей — Емма «Біллі» Доун
- Бродерік Кроуфорд — Гаррі Брок
- Вільям Голден — Пол Веррал
- Говард Сент-Джон[en]  — адвокат Джим Девері

## Навколо фільму
- Бродвейська вистава «Народжена вчора» відкрилася в театрі «Ліцей» 4 лютого 1946 року і показала 1642 вистави. Джуді Голлідей повторила свою роль у однойменному фільмі.
- В оригінальній бродвейській постановці 1946 року зіграли Пол Дуглас[en], Джуді Голлідей і Гері Меррилл[en].
- Джордж К’юкор доручив художнику-постановнику Гаррі Горнерові[en] підійти до сценарію так, ніби він ніколи не був виставою. Замість однокімнатної декорації в п’єсі Горнер побудував цілий готельний номер, дозволяючи К'юкорові переносити дію з кімнати в кімнату, як це було б у реальному житті.
- Джуді Голлідей було важко звикнути до зйомок вистави без глядачів. Хоча знімальна група часто сміялася під час репетицій, їй доводилося грати сцени в повній тиші. Пізніше критики скаржилися, що деякі діалоги були настільки швидкими, що сміх аудиторії заглушав репліки.
- Під час сюжетних зйомок у Вашингтоні Джордж К'юкор був настільки зворушений виглядом Меморіалу Джефферсона, що наполіг на тому, щоб Джуді Голлідей і Вільям Голден відвідали його під час їхнього туру по місті.
- У сцені в Національна галерея мистецтва|Національній галереї мистецтва Біллі та Пол сидять перед картиною «Старий музикант» Едуара Мане.
- Чорнова версія була настільки вражаючою, що Гаррі Кон наказав закінчити фільм раніше запланованого терміну, щоб він міг претендувати на премію «Оскар» 1950 року.
- Джуді Голлідей отримала премію «Оскар» за найкращу жіночу роль у фільмі. Натомість Мелані Гріффіт, яка грає Біллі Доун у римейку «Народжена вчора» (1993), була номінована на премію «Золота малина».

## Нагороди
- 1951 Премія «Оскар» Академії кінематографічних мистецтв і наук (США):
  - Премія «Оскар» за найкращу жіночу роль — Джуді Голідей
- 1951 Премія «Золотий глобус» Голлівудської асоціації іноземної преси:
  - Премія «Золотий глобус» за найкращу жіночу роль — комедія або мюзикл — Джуді Голідей
- 1951 Премія кінематографу Фінляндії «Юссі» (Jussi Awards), (Фінляндіїя):
  - Премія «Юссі» за найкращу жіночу роль[en] — Джуді Голідей
- 1951 Премія «Лаврова нагорода»[en] (Laurel Awards):
  - за найкращу жіночу роль[en] — Джуді Голідей
- 1951 Премія американського кіножурналу Фотоплей[en], (Photoplay Awards, США):
  - найкращий фільм місяця (лютий)
  - найпопулярніша кінозірка (жінка) — Джуді Голідей